# Light Years (Pearl Jam)
Light Years è un brano musicale dei Pearl Jam, pubblicato come secondo singolo per promuovere l'album Binaural del 2000. La canzone è stata inserita anche nella tracklist del greatest hits della band, Rearviewmirror: Greatest Hits 1991-2003.
Light Years, dopo il primo demo, è stata rifatta come nuova, perché la versione originale era molto simile alla canzone "Given to Fly" del 1998.

## Significato del testo
Al Pinkpop Festival del 2000, Eddie Vedder dedicò la canzone a Diane Muus, amica della band che lavorava per la Sony e morì a 33 anni nel 1997. Egli dichiarò:

## Formati e Tracce
- Compact Disc Single (USA, Austria e Regno Unito)
  1. "Light Years" (Stone Gossard, Mike McCready, Eddie Vedder) – 5:07
  2. "Grievance" (live) (Vedder) – 3:39
  3. "Soon Forget" (live) (Vedder) – 2:06

  - Canzoni dal vivo registrate a Bellingham il 10 maggio 2000.
- Compact Disc Single (Enhanced) (Australia)
  1. "Light Years" (Gossard, McCready, Vedder) – 5:07
  2. "Grievance" (live) (Vedder) – 3:29
  3. "Soon Forget" (live) (Vedder) – 2:06
  4. "Do the Evolution" (video clip multimedia) – 3:54

  - Canzoni dal vivo registrate a Bellingham il 10 maggio 2000.
- Compact Disc Single (Austria e Sudafrica)
  1. "Light Years" (Gossard, McCready, Vedder) – 5:08
  2. "Grievance" (live) (Vedder) – 3:30
    - Registrata a Bellingham il 10 maggio 2000.
- 7" Vinyl Single (Regno Unito)
  1. "Light Years" (Gossard, McCready, Vedder) – 5:08
  2. "Soon Forget" (live) (Vedder) – 2:06
    - Registrata a Bellingham il 10 maggio 2000.
- 12" Vinyl Single (Austria)
  1. "Light Years" (Gossard, McCready, Vedder) – 5:07
  2. "Grievance" (live) (Vedder) – 3:39
  3. "Soon Forget" (live) (Vedder) – 2:06

  - Canzoni dal vivo registrate a Bellingham il 10 maggio 2000.